# Тампль-де-ла-Фюстери
Тампль-де-ла-Фюстери (фр. Temple de la Fusterie) — реформатская церковь, построенная в стиле барокко и расположенная в Старом городе Женевы (Швейцария) на одноимённой площади.
Храм был построен в 1713—1715 годах по проекту архитектора Жана Ванна. В то время в Женеву шли потоки притесняемых во Франции гугенотов. Церковь, как с точки зрения архитектурного стиля, так и с точки зрения пространственного планирования, подражала разрушенной церкви гугенотов в парижском пригороде Шарантон-ле-Пон в 1686 году. Церковь в Шарантоне-ле-Поне была построена по плану влиятельного французского архитектора Саломона де Бросса в 1623 году. Изображения разрушенной церкви сохранились в гравюрах, которые и были взяты за образец при возведении храма в Женеве.
Освящение храма состоялось 15 декабря 1715 года.
Главный фасад храма выполнен в архитектурном стиле позднего барокко, однако внутреннее убранство храма предельно скромно. Первоначально храм даже не имел органа, который появился в нём лишь в середине XVIII века.